# Schlössle Steinenberg
Das Schlössle Steinenberg (auch Altes Pfarrhaus) ist ein ehemaliges Amtsschlösschen in Steinenberg, einem Ortsteil der Gemeinde Rudersberg im baden-württembergischen Rems-Murr-Kreis. Das stattliche Fachwerkhaus wurde im 15. Jahrhundert vom Prämonstratenserstift Adelberg errichtet. Nach der Reformation diente das Anwesen bis in die 1970er Jahre als evangelisches Pfarrhaus. Nach einer Sanierung zu Beginn der 1990er Jahre dient das Gebäude als Dorfgemeinschaftshaus.

## Lage und Beschreibung
Das ehemalige Schlösschen befindet sich in der Ortsmitte von Steinenberg (Kirchplatz 2), gleich neben der evangelischen Dorfkirche St. Petrus und dem Neuen Pfarrhaus (Kanalstraße 1).
Das zweiflügelige Fachwerkgebäude mit Krüppelwalmdach lässt seine Ursprünge als Amtsschlösschen noch erahnen, da es im Gegensatz zu anderen mittelalterlichen Pfarrhäusern überdimensioniert groß erscheint. Das Haus verfügt über gleich zwei Gewölbekeller für Vorräte. Im gemauerten Erdgeschoss befanden sich einst Lagerräume und ein Pferdestall. In Obergeschoss befand sich die Küche und die Wohnstube. Vom Obergeschoss kann der Nordflügel betreten werden, in dem sich ein kleiner Saal und eine weitere Wohnstube befand. An einem Giebel befand sich eine Ladeluke, um schwere Güter auf dem Dachboden lagern zu können.

## Geschichte

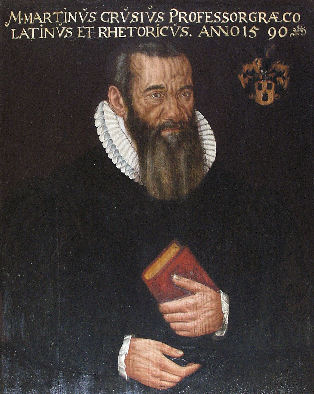
Martin Crusius, Altphilologe und Schriftsteller, Verfasser der Schwäbischen Chronik (Anales Suevici).

Dendrochronologische Untersuchungen haben ergeben, dass das verwendete Bauholz im Jahre 1461 geschlagen wurde. Da Eichenholz schnell verarbeitet werden muss, kann davon ausgegangen werden, dass das Amtsschlösschen noch im selben Jahr im Auftrag des Klosters Adelberg errichtet wurde. Das Gebäude diente als Wohnhaus des vom Klostervorsteher eingesetzten Verwalters sowie eines katholischen Priesters oder Frühmessers. Als 1535 unter Herzog Ulrich Reformation in Württemberg eingeführt wurde, diente das Gebäude als Pfarrhaus für die nunmehr lutherischen Dorfpfarrer und deren oftmals kinderreichen Familien. Von 1536 bis 1539 war Martin Krauß, Vater des Chronisten Martin Crusius, Pfarrer in Steinenberg. Den Dreißigjährigen Krieg und den Pfälzischen Erbfolgekrieg überstand das Anwesen ohne Schäden. Im 18. Jahrhundert entstand an der Nordseite ein kleiner Anbau. Zu Beginn der 1970er Jahre wurde in Steinenberg ein modernes Pfarrhaus errichtet und das „Schlössle“ verfiel. Obwohl das Haus unter Denkmalschutz stand, wurde ab 1976 ein Abbruch angestrebt. Das Regierungspräsidium lehnte einen Abbruch jedoch ab. Gegen die Entscheidung reichte die Kirchengemeinde vor dem Verwaltungsgericht Stuttgart Klage ein und erzwang so 1985 trotz zahlreicher Proteste die Genehmigung zum Abbruch. Allerdings hatte sich eine Bürgerinitiative zum Erhalt des alten Pfarrhauses gebildet und Vereine zeigten Interesse an einer Nutzung des mittelalterlichen Gebäudes. Schließlich konnte die Zerstörung abgewendet werden und die Kirchengemeinde beschloss, dass „Schlössle“ zu renovieren und in ein neues Gemeindehaus einzubeziehen.